# (72606) 2001 FD16
(72606) 2001 FD16 – planetoida z pasa głównego asteroid okrążająca Słońce w ciągu 5,7 lat w średniej odległości 3,19 j.a. Odkryta 19 marca 2001 roku.